# Melittomma javanicum
Melittomma javanicum är en skalbaggsart som först beskrevs av Louis Alexandre Auguste Chevrolat 1844.  Melittomma javanicum ingår i släktet Melittomma och familjen varvsflugor. Inga underarter finns listade i Catalogue of Life.